# فرنسيسكو خوسيه كوكس
فرنسيسكو خوسيه كوكس (بالإسبانية: Francisco José Cox Huneeus)‏ هو كاهن كاثوليكي تشيلي، ولد في 18 ديسمبر 1933 في سانتياغو في تشيلي.